# Трохановский, Мефодий Андреевич
Мефо́дий Андре́евич Трохано́вский (5 мая 1885, Бинчарова, Королевство Галиции и Лодомерии — 15 февраля 1948, Вроцлав) — лемковский учитель и общественный деятель.

## Биография
После получения педагогического образования в учительской семинарии в городе Кросно, преподавал в начальной школе в лемковской деревне Угрин.
В 1913 году женился на Констанции Дуркот, дочери видного лемковского священника и общественного деятеля Иоанна Дуркота, и стал участвовать в лемковско-русинских образовательных и социальных проектах.
Арестован 4 августа 1914 года в Кринице (близ Нового Сонча), тюрьмы Новый Сонч и Вадовице, 12 сентября отправлен с транспортом на Вадовице-Вольфсберг в лагерь Талергоф.
Затем 30 мая 1915 года отправлен в венскую гарнизонную тюрьму и во втором венском процессе о государственной измене (доктора Богатырца и др.) и был приговорён к смерти, но казнь была отменена, и он был освобожден из Талергофа в 1917 году, когда этот лагерь смерти был закрыт.
Призывал своих собратьев-лемков создавать кооперативы и кредитные союзы, и предупреждал об опасности украинизации лемковщины. Он является автором первого руководства и грамматики лемковского языка.
Он был одним из организаторов мероприятия, в результате которых были сооружён Талергофский Крест.
В 1941 году после оккупации Польши нацистской Германией за свою деятельность был арестован и интернирован с группой лемков в Кельцах. После освобождения Польши Красной армией был освобождён из тюрьмы, но вместе с семьей в 1947 году переехал во Вроцлав, где и умер 15 февраля 1948 года.
Был женат на Константии, урождённой Дуркот (ум. 1963), председателе вроцлавского отделения Русского культурного общества в Польше.

## Сочинения
- Trochanovskij, Metodyj. Буквар. Перша книжечка для народных школ (неопр.). — Львов, 1935.
- Trochanovskij, Metodyj. Друга книжечка для народных школ (неопр.). — 1936.